# A Kiss for Cinderella
A Kiss for Cinderella és una pel·lícula muda de la Paramount dirigida per Herbert Brenon i protagonitzada per Betty Bronson, Esther Ralston i Tom Moore. Va ser el debut de l'actriu Anita Page. La pel·lícula, basada en l'obra de teatre homònima de James M. Barrie, es va estrenar la setmana de Nadal de 1925. Herbert Brenon i Betty Bronson ja havien coincidit l'any anterior, com a director i protagonista, en l'adaptació de l'obra més famosa de Barrie, “Peter Pan” (1924).

## Argument
Jane, la Ventafocs, és una pobre que treballa per poder menjar netejant a casa d'un artista durant la Primera Guerra Mundial. Ell l'anomena la Ventafocs perquè sempre parla de les coses meravelloses que un dia li passaran i del príncep encantador que coneixerà. Una nit exposa involuntàriament un llum durant un raid aeri i això fa despertar les sospites d'un policia que pensa que pot ser una espia alemana i la segueix a casa seva. El policia descobreix que en el seu temps lliure dirigeix la Penny Friend Shop, on es dedica a tenir cura de quatre orfes de guerra. El policia s'enamora de la Ventafocs i l'ajuda a cuidar els més menuts. Una nit, esperant el policia, s'esvaneix sobre la neu una nit i somia amb carrosses de carbassa, fades madrines i bones fades. A causa del temps que ha estat sobre la neu emmalalteix. Al final el policia li demana de casar-se amb ella cosa que accepta.

## Repartiment
- Betty Bronson (Ventafocs, Jane)
- Tom Moore (el policia)
- Esther Ralston (fada madrina)
- Dorothy Cumming (la reina)
- Flora Finch (segona client)
- Juliet Brenon (tercera client)
- Henry Vibart (Richard Bodie)
- Ivan Simpson (Mr. Cutaway)
- Marilyn McLain (Gladys)
- Dorothy Walters (Mrs. Maloney)
- Pattie Coakley (Marie-Therese)
- Mary Christian (Sally)
- Edna Hagen (Gretchen)
- Barbara Barondess (al ball)
- Anita Page (no surt als crèdits)